# Gragnana
Gragnana è una frazione del Comune di Carrara, circondata da boschi di castagno e terrazzamenti coltivati. Alcuni studiosi le attribuiscono l'appellativo di Capitale mondiale dei Tavolieri (antichi giochi da tavolo incisi sulla pietra), tra i suoi vicoli se ne contano più di cinquanta. Di grande pregio architettonico e di lunga storia la Chiesa di San Michele.

## Geografia
Gragnana sorge nella valle del torrente omonimo, all'interno della cornice delle Alpi Apuane. Si trova a 3 km a nord di Carrara.

## Storia
Sicuramente fu un importante centro legato alla pastorizia fin dall'età del bronzo come testimoniano gli unici ritrovamenti preistorici della zona in località Gabellaccia. Si pensa che fu un fondo agricolo romano, noto fin dall'età di Traiano come  Fundum Granianum. Il primo documento storico ufficiale è datato 1078. Fu Vicinanza della federazione di Carrara, una tra le più attive nel settore del marmo pur essendo decentrata rispetto ai più importanti bacini marmiferi. Nel 1450 fu teatro della sanguinosa battaglia di Segalara che vide come contendenti Carraresi e Massesi contro i paesi del versante di Sarzana per questioni di confine.
Nel Risorgimento, i gragnanini, furono tra i più accesi seguaci di Mazzini e il paese centro nevralgico dei moti anarchici del 1894. Ancora oggi è sede del circolo anarchico Malatesta.

## Monumenti e luoghi d'interesse
- Chiesa di San Michele

## Società

### Evoluzione demografica
Abitanti censiti

## Infrastrutture e trasporti
Gragnana sorge lungo la Strada statale 446 di Fosdinovo.